# تعظیم کن (ترانه ریانا)
«تعظیم کن» تک‌آهنگی از ریانا است که در ۱۴ مارس ۲۰۰۸ منتشر شد.
این تک‌آهنگ در چارت‌های، ایرلند در رتبه اول و در چارت‌های آلمان جزو ده ترانه اول قرار گرفت.